# Hermanstorp, Haninge kommun

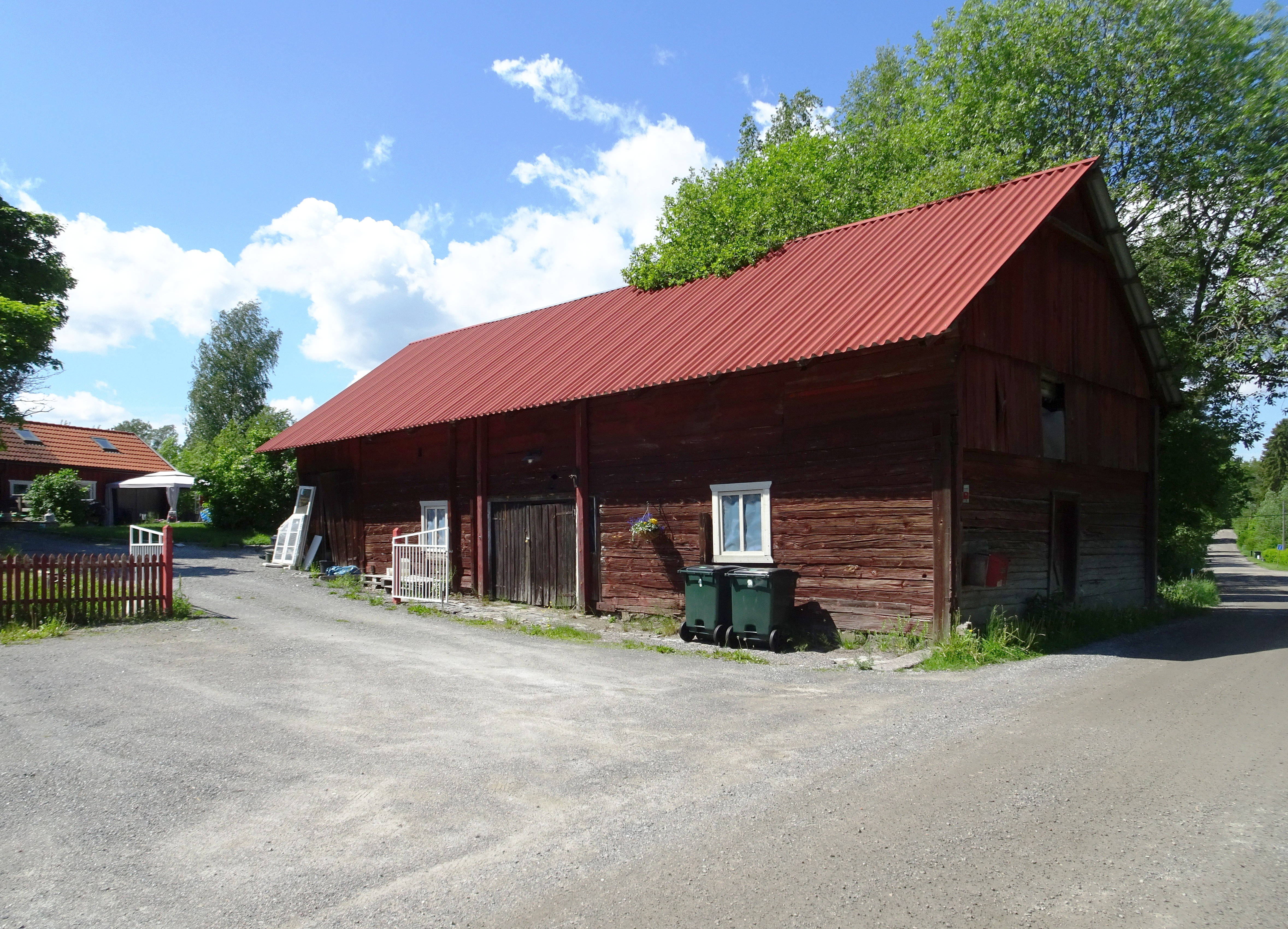
Torpets före detta ladugård. Till höger syns Gräsvretsvägen.

Hermanstorp är ett före detta torp och ett villaområde i kommundelen Vega i anslutning till centralorten Handen i Haninge kommun, Stockholms län. Hermanstorpsvägen och Hermans backe påminner fortfarande om den ursprungliga bebyggelsen. För området, som ingår i kommunens värdefulla kulturmiljöer, antogs i mars 2021 en ny detaljplan som bland annat möjliggör förtätning med småhus.

## Historik

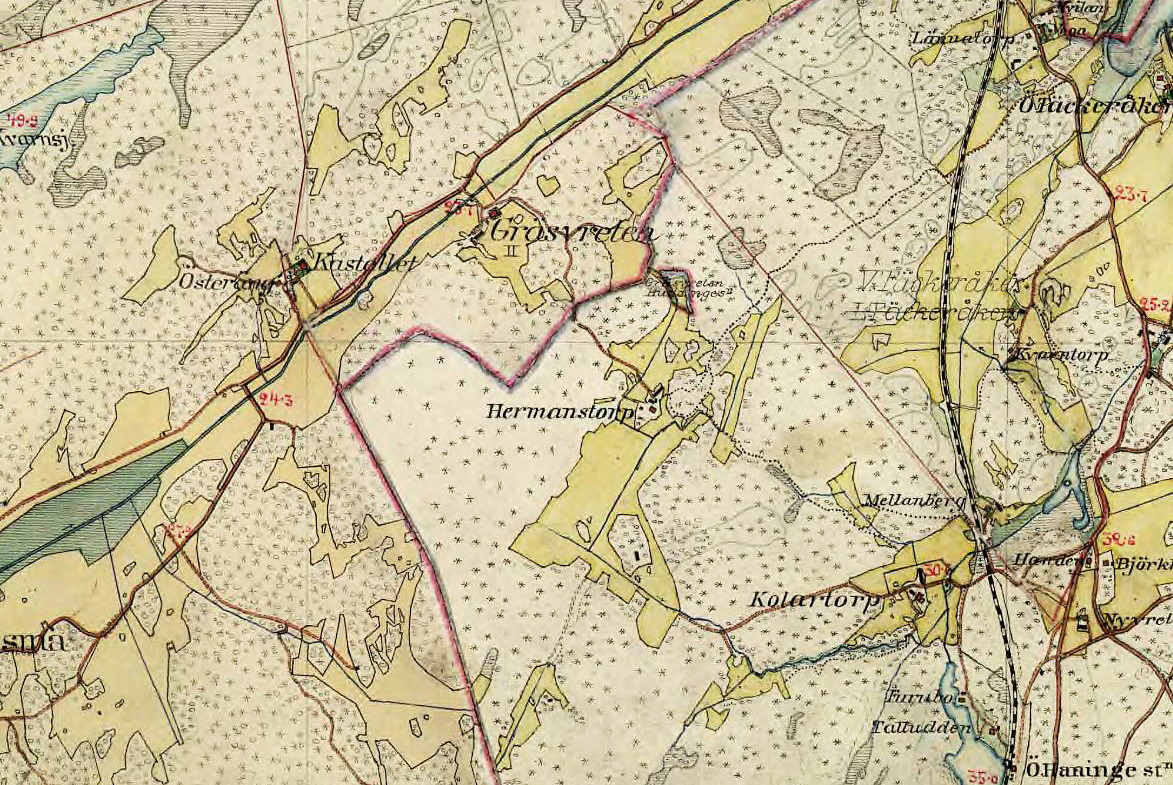
Hermanstorp och Kolartorp omkring år 1900. I övre högra hörnet syns Täckeråker.

Hermanstorp, som ursprungligen var ett frälsetorp under Täckeråker, finns upptaget på kvarn- och mantalslängder från 1653. År 1668 skattlades torpet. Torpnamnet finns angivet på en karta från år 1719 under namnen Hermanstorp eller Olsängstorp. Hermanstorp tillhör kategorin torp som döpts efter rena personnamn. I slutet på 1600-talet betecknades torpet Össängen Herrman.
Dagsverkstorpet Hermanstorp och närbelägna Kolartorp omnämns 1740 i samband med ett godsutbyte gällande Söderby gård i Österhaninge socken. Då ingick även gårdarna Väster och Öster Rudan. Sedan dess låg Hermanstorp under Söderby. Hermanstorp hade merparten av sin åkermark i stråk norr och nordost om gårdens huvudbebyggelse. Såväl Hermanstorp som Kolartorp finns med i de första husförhörslängderna från år 1746. Omkring år 1900 när Nynäsbanan drogs fram här hörde marken fortfarande till Söderby gård. Från och med 1919 började Söderbys mark avstyckas för bostadsbebyggelse.

## Dagens Hermanstorp

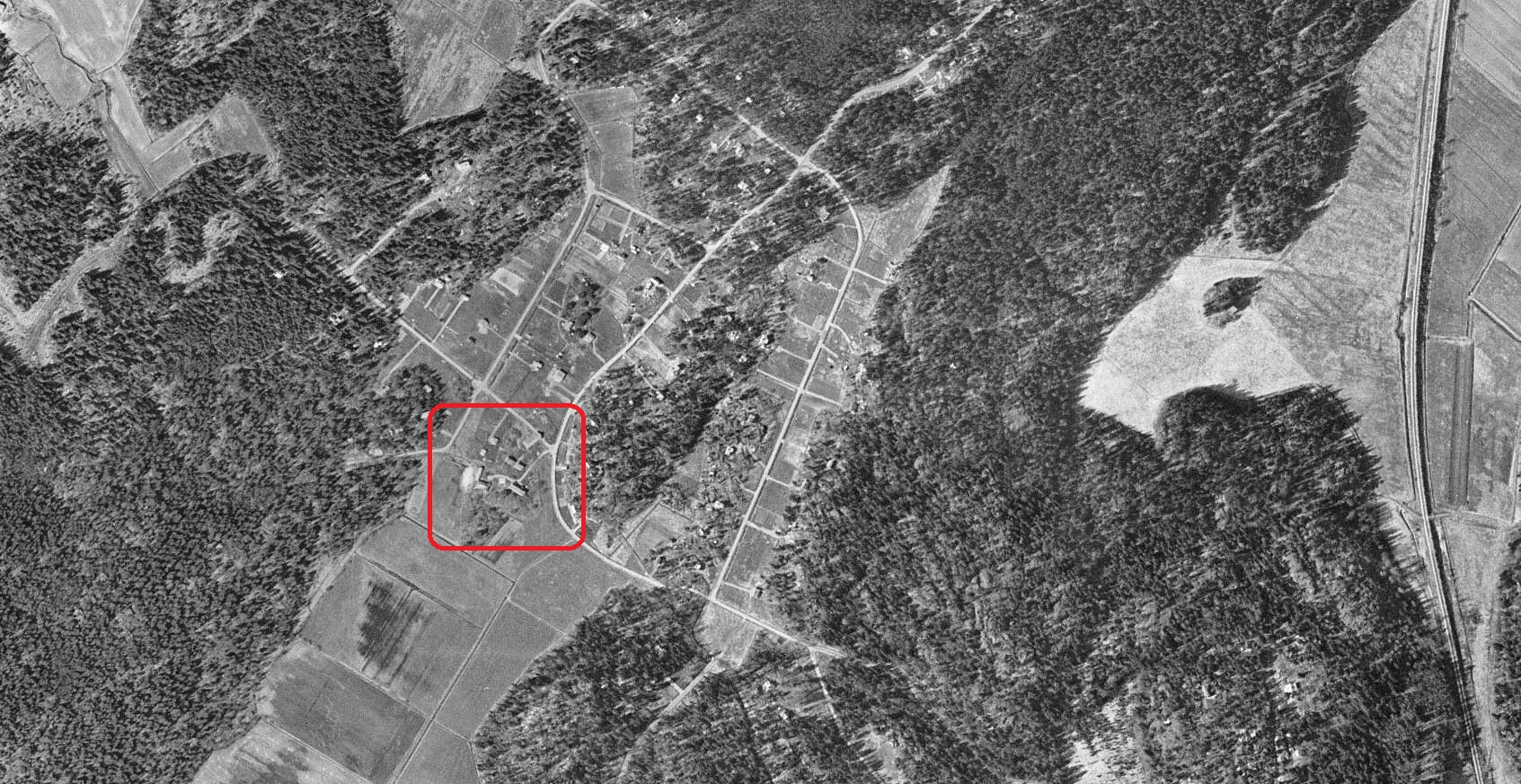
Hermanstorps sportstugeområde på 1960-talet. Gårdsbebyggelsen inom röd ram. Längst till höger syns Nynäsbanan.

Torpstugan (om än ombyggd) och torpets knuttimrade ladugård finns fortfarande bevarade. Bebyggelsen ligger väl samlad väster om trevägskorsningen Hermanstorpsvägen / Brusewitz väg / Gräsvretsvägen. Den senare är före detta bruksvägen som ledde till torpet Gräsvreten, närmaste grannen i väster och belägen i Huddinge socken. Kontakten är bruten sedan 1970-talet när Gräsvreten blev ett industriområde (se Gräsvretens industriområde).
Hermanstorp har en bevarad gatustruktur med lummiga tomter som började anläggas i slutet av 1940-talet enligt kommunens byggnadsplaner upprättade 1946 och 1951. Torpet var då en mindre jordbruksgård. Avstyckningen skedde på delar av Hermanstorps före detta åkermark, norr och nordost om gården. 
Bebyggelsen utgör ett tidstypiskt exempel där man ville ge arbetarfamiljer ett överkomligt eget sommarboende med möjlighet till egen odling. Tomterna var relativt stora medan fastigheternas byggrätter var små vilket skulle förhindra permanentboende. Det var främst sportstugor som initialt uppfördes. Många av de ursprungligen enkla stugorna har under tidens gång blivit kraftig om- och tillbyggda eller helt ersatts med nya byggnader för åretruntboende.
Kommunen antog i mars 2021 en ny detaljplan för Hermanstorp vars syfte är att bygga ut kommunalt vatten och avlopp, förbättra vägstandarden samt möjliggöra förtätning med utgångspunkt i områdets förutsättningar och karaktär. Planområdet omfattas av utvecklingsprogrammet för Vega-Norrby som antogs av kommunfullmäktige i september 1997. Av programmet framgår att Hermanstorp bedöms kunna rymma ytterligare bostäder, främst i form av småhus.

## Bilder

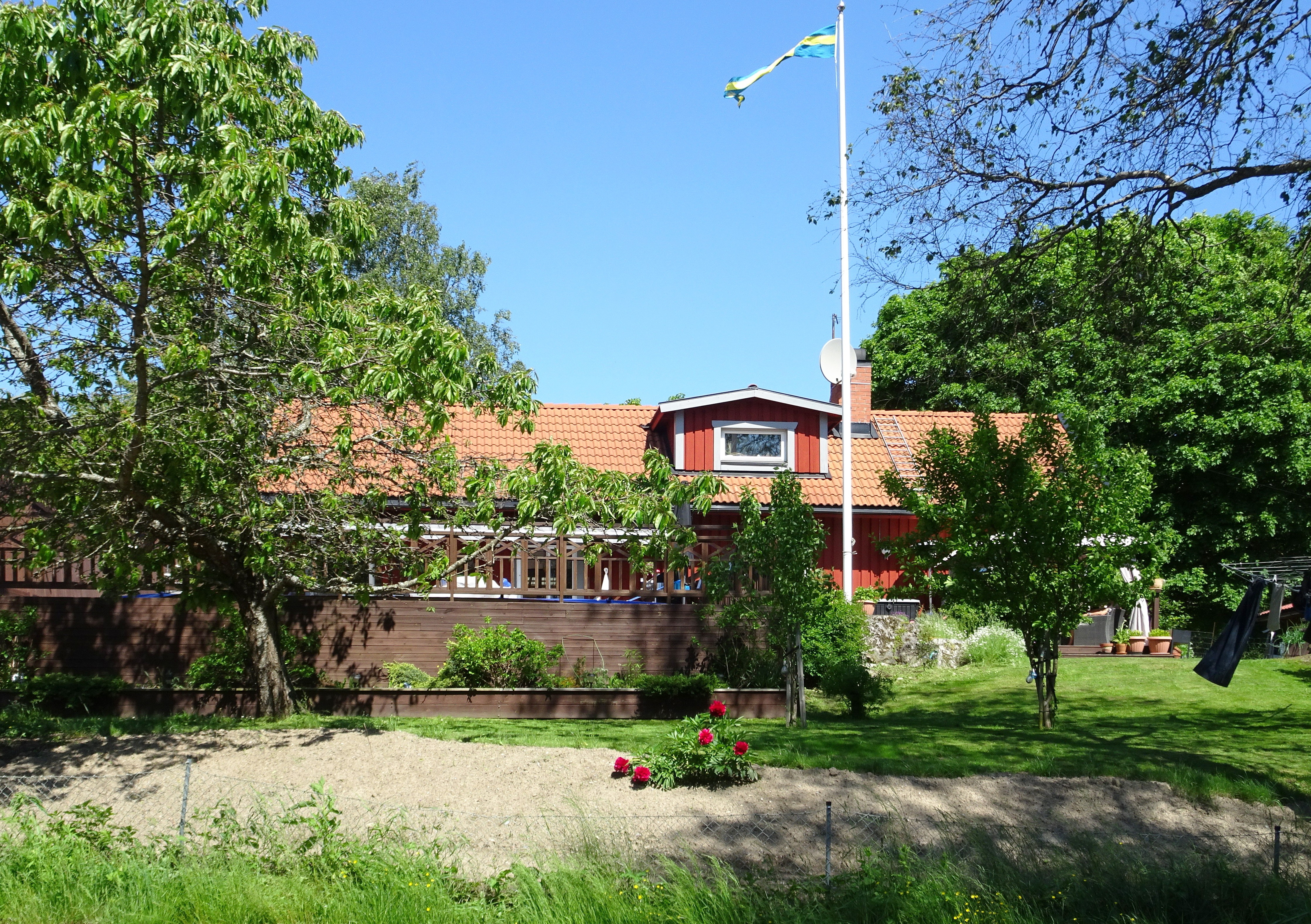
Före detta torpet, nu villa.
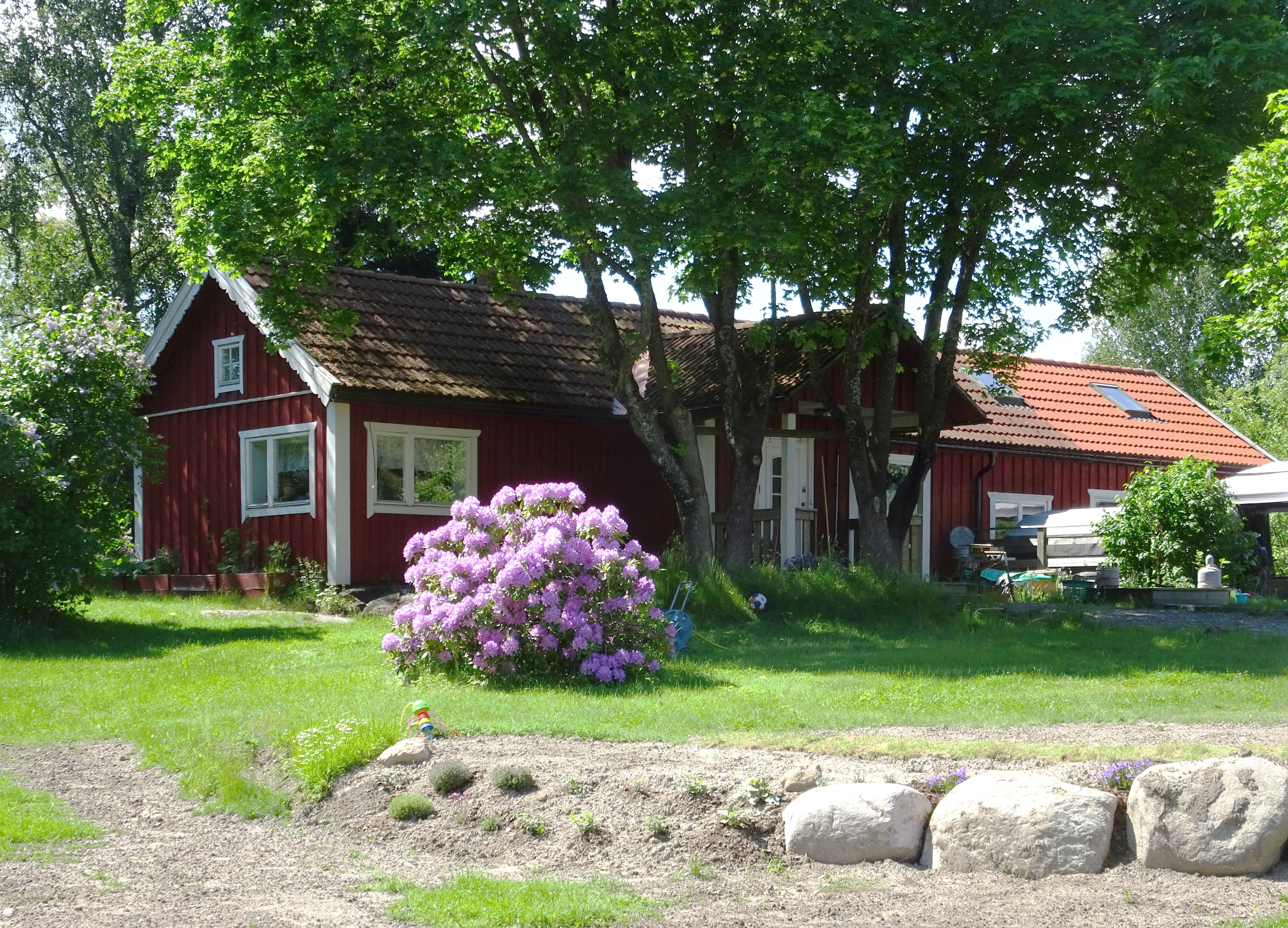
Torpets före detta uthus, nu villa.
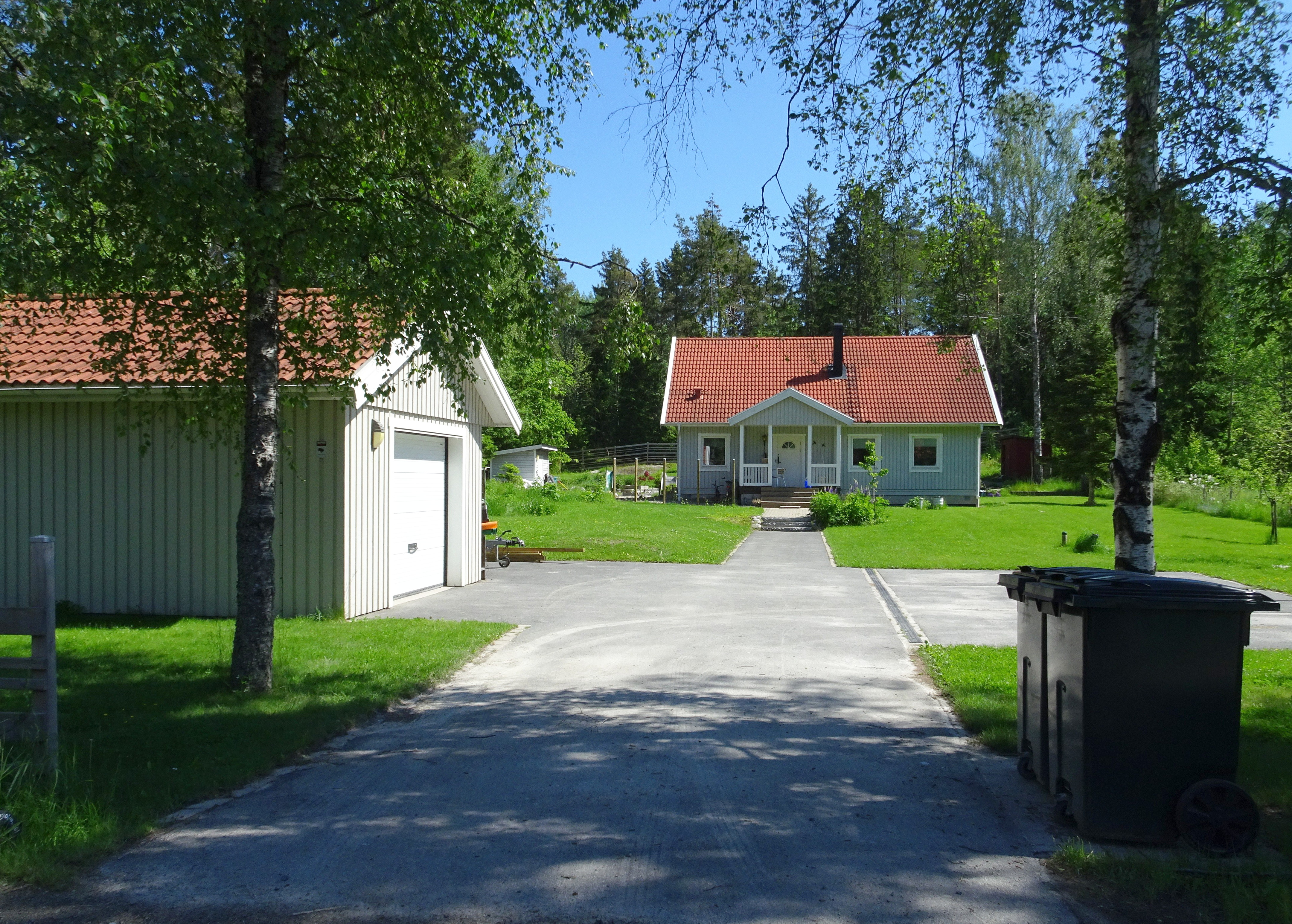
Villa i Hermanstorp.
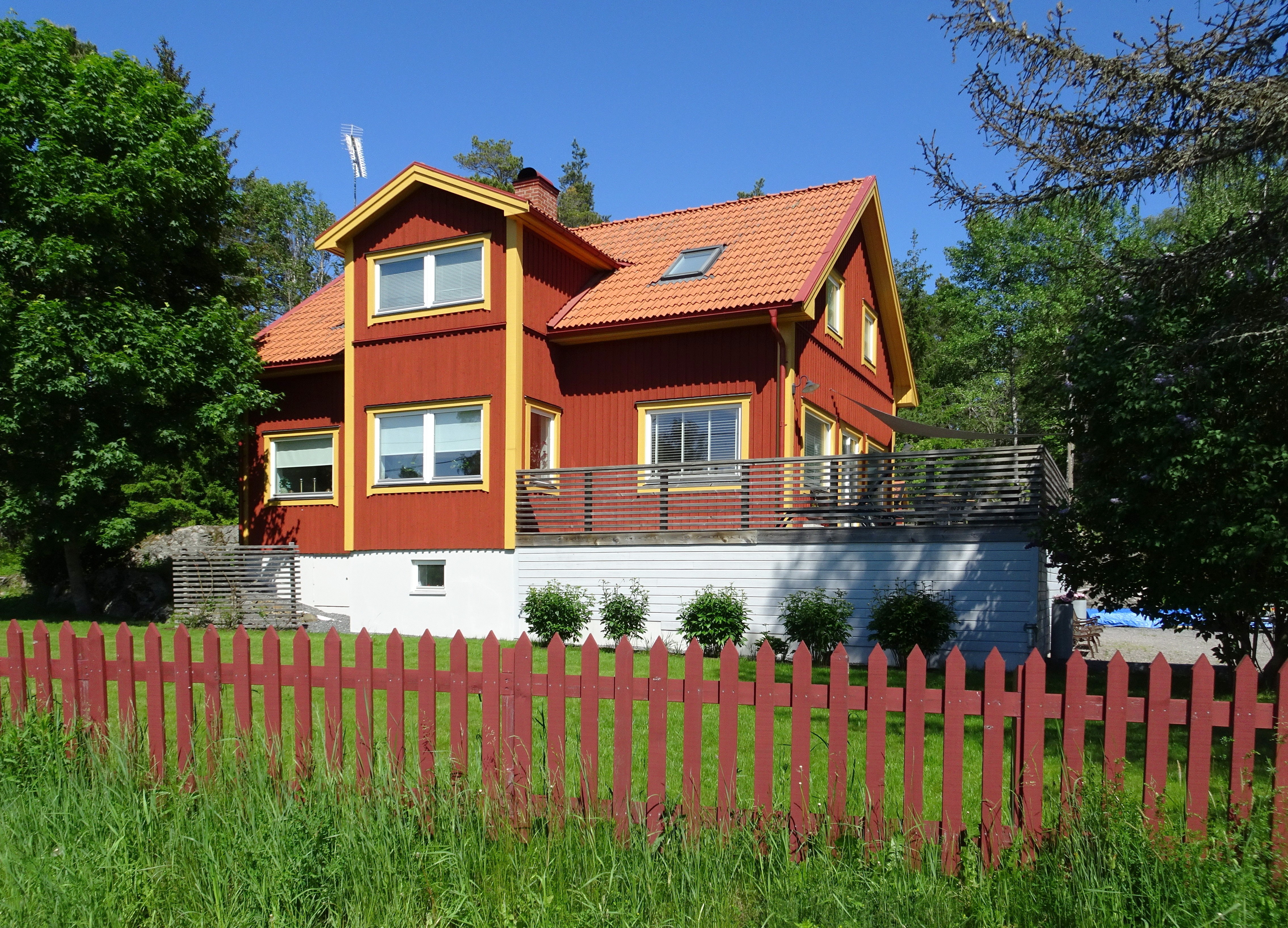
Villa i Hermanstorp.